# Фрідріх-Вільгельм фон Лепер
Фрідріх-Вільгельм фон Лепер (нім. Friedrich-Wilhelm von Loeper; 3 серпня 1888, Пріборн — 7 жовтня 1983, Бюккебург) — німецький воєначальник, генерал-лейтенант вермахту. Кавалер Лицарського хреста Залізного хреста.

## Біографія
Син оберстлейтенанта Прусської армії і землевласника Георга фон Лепера (1854–1930) і його дружини Кароліни Анни, уродженої фон Шенермарк (1861–1933).
22 березня 1906 року вступив в 1-й гренадерський полк «Кронпринц» Прусської армії. З 1911 року — ад'ютант 1-го батальйону свого полку, з жовтня 1913 року — всього полку. Учасник Першої світової війни. З 17 березня 1916 року — командир роти свого полку, одночасно з 1 по 6 травня і з 23 червня по 4 липня командував батальйоном, а з 18 липня по 10 серпня виконував обов'язки командира 1-го, з 10 вересня по 2 жовтня і з 8 жовтня по 8 листопада — 2-го, з 9 листопада по 21 грудня — знову 1-го батальйону свого полку. З 22 грудня 1916 року — кулеметний офіцер в штабі свого полку. 28 січня 1917 року захворів і був призначений в запасний батальйон свого полку. 7 березня 1917 року відряджений у Військове міністерство.
1 жовтня 1919 року зарахований у Військове міністерство. З 2 квітня 1921 року служив в штабі 13-го кінного полку, з 1 грудня 1922 року — командир ескадрону свого полку. З 1 жовтня 1929 року — інструктор кавалерійського училища Ганновера. З 1 жовтня 1931 року служив в штабі 15-го кінного полку. З 1 червня 1933 року — комендант полігону Зеннелагер. З 1 жовтня 1935 року — командир 64-го піхотного, з 1 жовтня 1937 року — 4-го стрілецького полку.
З 24 листопада 1938 року — командир 1-ї легкої дивізії. Учасник Польської кампанії. 1 жовтня 1939 року відправлений в командний резерв. З 25 жовтня 1939 року — командир 81-ї, з 5 жовтня 1940 року — 10-ї піхотної (з 15 листопада 1940 року — моторизованої) дивізії. Учасник Французької кампанії та Німецько-радянської війни. 15 квітня 1942 року знову відправлений в командний резерв. З 1 травня 1942 року — командир моторизованої дивізії №178 (з 5 квітня 1943 року — 178-ї танкової дивізії). 1 жовтня 1944 року знову відправлений в командний резерв. Того ж місяця призначений командиром навчально-польової дивізії «Татра». 1 січня 1945 року знову відправлений в командний резерв. Того ж місяця призначений командиром дивізійної групи при 57-му танковому корпусі. 28 лютого 1945 року звільнений у вдіставку. В липні 1945 року взятий в полон. В липні 1947 року звільнений.

## Звання
- Лейтенант (22 березня 1906)
- Оберлейтенант (8 листопада 1914)
- Гауптман (18 грудня 1915)
- Майор (1 лютого 1929)
- Оберстлейтенант (1 квітня 1933)
- Оберст (1 квітня 1935)
- Генерал-майор (1 серпня 1938)
- Генерал-лейтенант (1 вересня 1940)

## Нагороди
- Залізний хрест 2-го і 1-го класу
- Почесний хрест ветерана війни з мечами
- Медаль «За вислугу років у Вермахті» 4-го, 3-го, 2-го і 1-го класу (25 років)
- Застібка до Залізного хреста 2-го і 1-го класу
- Лицарський хрест Залізного хреста (29 вересня 1941)
- Медаль «За зимову кампанію на Сході 1941/42»